# Burgberg-Vorhöhen und Speltachbucht
Die Burgberg-Vorhöhen und Speltachbucht sind nach der Gliederung des Handbuchs der naturräumlichen Gliederung Deutschlands von Meynen/Schmithüsen (1953–1962) die naturräumliche Teileinheit 108.71 der Schwäbisch-Fränkischen Waldberge (108) im Schwäbischen Keuper-Lias-Land (10). Sie bilden dabei zusammen mit der im Süden angrenzenden Teileinheit Ellwanger Berge (108.70) die Untereinheit 108.7 Ellwanger Berge und Randhöhen.

## Geographische Lage
Die Burgberg-Vorhöhen und Speltachbucht liegen im Nordosten der Schwäbisch-Fränkischen Waldberge im nordöstlichen Baden-Württemberg. Namengebend sind der Burgberg beim Dorf Oberspeltach der Gemeinde Frankenhardt sowie der kleine, größtenteils auf der Gemarkung dieser Gemeinde verlaufende Fluss Speltach, beide im Landkreis Schwäbisch Hall.
Die Burgberg-Vorhöhen und Speltachbucht grenzen im Westen an die naturräumliche Einheit Vellberger Bucht (127.5), im Nordwesten und Norden an die Haller Ebene (127.40) und im Nordosten an die Crailsheimer Bucht (127.6), allesamt im Naturraum Hohenloher und Haller Ebene (127) der Neckar- und Tauber-Gäuplatten (12), sowie im Osten an die Crailsheimer Hardt (114.00) im Naturraum Frankenhöhe (114) des Fränkischen Keuper-Lias-Landes (11).

## Geologie
Die Burgberg-Vorhöhen sind den Ellwanger Bergen vorgelagerte Höhen, deren obere Keuperschichten in tektonisch hoher Lage bereits weithin abgetragen sind. Nur noch im Süden ist als Deckschicht der Kieselsandstein erhalten, aber auch hier ist er durch die Nebenbäche ostwärts zur Jagst und westwärts zur Bühler in einzelne, von der geschlossenen Schichtfläche der Ellwanger Berge abgetrennte Rücken aufgelöst. Weiter im Norden bestehen die Höhen von 500 m erreichenden Rücken aus Schilfsandstein und nördlich der Speltach aus dem geologisch noch tieferen Gipskeuper. Der Burgberg (534 m) überragt die Rücken als erosionsferner Zeugenberg mit Kieselsandstein.
Die Vorhöhen umrahmen die durch die Speltach und ihre Nebenbäche in den weicheren Gipskeuperschichten ausgeräumte Bucht. Da der Übergang zu den Vorhöhen fließend ist und die ökologischen Unterschiede zwischen beiden gering sind, wurden Vorhöhen und die auch Speltachgrund genannte Bucht zu einer gemeinsamen naturräumlichen Teileinheit zusammengefasst.
Die Böden bestehen über dem Schilf- und Kieselsandstein aus podsoligen Braunerden und über dem Gipskeuper aus zähen Ton- und Lehmböden.

## Klima
Das Klima der Vorhöhen und der Bucht ist relativ kühl.

## Vegetation
Die natürliche Vegetation ist wie in den Ellwanger Bergen der Buchen-Tannenwald, auf den bewaldeten Höhen überwiegt der Fichtenwald, unter den sich Buchen und Eichen mischen. Die Bucht ist fast waldfrei, hier herrschen Wiesen und Äcker vor.

## Besiedlung
Die meisten Siedlungsplätze sind Weiler, einige wenige Dörfer.